# Laukiz
Laukiz – gmina w Hiszpanii, w prowincji Biskaja, w Kraju Basków, o powierzchni 8,16 km². W 2011 roku gmina liczyła 1149 mieszkańców.